# Quaternionengroep
In de groepentheorie is de quaternionengroep een eindige groep, die niet commutatief is en waarvan de orde 8 is. De quaternionengroep wordt vaak met {\displaystyle Q} aangeduid en heeft de volgende acht elementen:
{\displaystyle Q=\{1,-1,\ i,-i,\ j,-j,\ k,-k\ \}}
De quaternionengroep wordt met deze acht elementen als multiplicatieve groep geschreven, waarin 1 het neutrale element is, {\displaystyle (-1)^{2}=1} en {\displaystyle (-1)a=a(-1)=-a} voor alle {\displaystyle a} in {\displaystyle Q}. De andere vermenigvuldigingsregels zijn uit de volgende relaties af te leiden:
{\displaystyle i^{2}=j^{2}=k^{2}=ijk=-1}
De cayley-tabel of groepentabel voor {\displaystyle Q} is de volgende:
|    | 1  | −1 | i  | −i | j  | −j | k  | −k |
| -- | -- | -- | -- | -- | -- | -- | -- | -- |
| 1  | 1  | −1 | i  | −i | j  | −j | k  | −k |
| −1 | −1 | 1  | −i | i  | −j | j  | −k | k  |
| i  | i  | −i | −1 | 1  | k  | −k | −j | j  |
| −i | −i | i  | 1  | −1 | −k | k  | j  | −j |
| j  | j  | −j | −k | k  | −1 | 1  | i  | −i |
| −j | −j | j  | k  | −k | 1  | −1 | −i | i  |
| k  | k  | −k | j  | −j | −i | i  | −1 | 1  |
| −k | −k | k  | −j | j  | i  | −i | 1  | −1 |
Merk op dat de quaternionengroep niet commutatief is. Bijvoorbeeld {\displaystyle ij=-ji}. {\displaystyle Q} is een Hamiltoniaanse groep is: iedere ondergroep van {\displaystyle Q} is er een normaaldeler van, maar de groep is niet commutatief. Iedere Hamiltoniaanse groep bevat een kopie van {\displaystyle Q}.

Cyclegraaf van

## Quaternionen
- De quaternionengroep wordt hier dus als een multiplicatieve groep beschreven. Het is net zoals het mogelijk is de complexe getallen {\displaystyle \mathbb {C} } te definiëren door aan het lichaam van de reële getallen {\displaystyle \mathbb {R} } de imaginaire eenheid {\displaystyle i} toe te voegen, mogelijk een nieuw lichaam te definiëren door aan {\displaystyle \mathbb {R} } de drie elementen {\displaystyle i,j} en {\displaystyle k} van de quaternionenengroep toe te voegen. Dit lichaam wordt met {\displaystyle \mathbb {H} } aangegeven. De dimensie van {\displaystyle \mathbb {H} } over {\displaystyle \mathbb {R} } is vier en de getallen in {\displaystyle \mathbb {H} } worden quaternionen genoemd.